# Saeid Ezatolahi
Saeid Ezatolahi (persisch سعید عزت‌اللهی; geboren 1. Oktober 1996 in Bandar Anzali) ist ein iranischer Fußballspieler. Seit 2024 spielt er für Al-Ahli Dubai in der UAE Pro League.

## Karriere

### Verein
Ezatolahi begann seine Karriere in seiner Heimatstadt bei Malavan Anzali, wo er im Oktober 2012 in der Persian Gulf Pro League debütierte. Im Sommer 2014 wechselte er nach Spanien zum Viertligisten Atlético Madrid C. Im Sommer 2015 wechselte er nach Russland zum Erstligisten FK Rostow. Er durfte jedoch erst ab Januar 2016 in der Premjer-Liga spielen, wurde aber in den folgenden Jahren viermal zu anderen Vereine verliehen, zuletzt an KAS Eupen in Belgien.
Nach Ablauf dieser Ausleihe wechselte er im August 2020 fest zum dänischen Erstliga-Aufsteiger Vejle BK. Nach einer Leihe bei al-Gharafa Sports Club spielt er seit 2024 fix bei al-Ahli Dubai in den Vereinigten Arabischen Emiraten.

### Nationalmannschaft
Ezatolahi spielte für diverse iranische Juniorenauswahlteams. Sein Debüt für die A-Nationalmannschaft gab er im Juni 2015 in einem Testspiel gegen Usbekistan. Im November 2015 wurde er im WM-Qualifikationsspiel gegen Turkmenistan zum jüngsten Torschützen Irans aller Zeiten. Er stand im Kader des Iran für die Fußball-Weltmeisterschaft 2018. Nachdem er im ersten Gruppenspiel gegen Marokko noch wegen einer roten Karte aus dem letzten WM-Qualifikationsspiel gegen Südkorea gesperrt war, kam er in den Spielen gegen Spanien und Portugal im zentralen Mittelfeld zum Einsatz. Der Iran schied als Gruppendritter in der Gruppenphase aus.